# Opération Atalante
Pour les articles homonymes, voir Atalante (homonymie).
L’opération Atalante connue dans le monde entier sous le nom Atalanta est une mission militaire et diplomatique initiée par la France et mise en œuvre par l'Union européenne, dans le cadre de la force navale européenne (Eunavfor) et de la Politique de sécurité et de défense commune (PSDC), dans le but de lutter contre l'insécurité dans le golfe d'Aden et l'océan Indien, une zone maritime menacée par des pirates qui partent des côtes somaliennes.
Le nom est inspiré d'Atalante, personnage féminin de la mythologie grecque, et seule femme de l'équipage des Argonautes.
La mission s'est déployée à partir du 8 décembre 2008 pour remplacer les accompagnements nationaux. Elle a mis à sa disposition, selon les moments, entre quatre et treize bâtiments appuyés par des avions de patrouille maritime avec comme point d'appui Djibouti, et des commandos embarqués à bord des navires du Programme alimentaire mondial ravitaillant la Somalie ou navires de commerce traversant la zone.
Entre 2009 et novembre 2012, les forces européennes d’Eunavfor ont assuré l’escorte de 166 navires du PAM et 128 navires de l’AMISOM.

## Pays participants
Parmi les États participants :
- Allemagne, navires et avions
- Belgique, navires
- Bulgarie, au quartier-général[3].
- Croatie avec cinq officiers ou sous-officiers au quartier général[4].
- Espagne, navires et avions
- Finlande, au quartier-général
- France, navires et avions
- Grèce, navires
- Irlande, au quartier-général
- Italie, navires
- Luxembourg, avions privés sous contrat[5].
- Norvège, navires
- Pays-Bas, navires
- Royaume-Uni, navires
- Suède, navires
- Portugal, un avion depuis le 21 avril 2010.

La Suisse avait envisagé une participation avec l'engagement de l'unité DRA10. Mais le parlement suisse a refusé de valider cet envoi. La Nouvelle-Zélande (2014) et la république de Corée (2015) ont rejoint d'autres pays tiers comme la Norvège.

## Chronologie
Le 21 janvier 2009, les députés espagnols approuvent à la quasi-unanimité l'envoi de 395 militaires pour intégrer la force européenne de lutte contre la piraterie au large des côtes somaliennes. Le feu vert définitif sera donné par le conseil des ministres. Selon la ministre de la Défense, Carme Chacón, cette opération « est d'une importance vitale pour la défense des intérêts géostratégiques et économiques de l'Espagne » et elle va « servir à apporter plus de sécurité à nos pêcheurs », présents près des côtes somaliennes. L'Espagne va envoyer une frégate militaire, un navire d'approvisionnement logistique, un avion patrouilleur, et un maximum de 395 militaires. Cette flotte espagnole ira rejoindre la mission Atalanta lancée depuis le 8 décembre par l'Union européenne pour traquer les pirates somaliens avec six bâtiments et trois avions de patrouille sous commandement britannique mais dont l'Espagne devrait prendre le commandement au printemps.
Selon le journal Ouest-France du 15 avril 2009, le président Barack Obama envisagerait de mener des opérations de bombardement sur les bases pirates et d'envoyer des bâtiments de guerre à la suite de l'enlèvement du capitaine du Maersk Alabama Richard Phillips.
Le 8 mai 2009, les ambassadeurs des vingt-sept États membres au sein du Comité politique et de sécurité (COPS) de l'Union européenne autorisent l'extension de l'opération vers les Seychelles.
Le 7 juillet 2009, des équipes de fusiliers marins sont déployées à bord de thoniers français opérant depuis les Seychelles.
Le 30 juillet 2010, une nouvelle décision permet l'extension de l'opération plus à l'est et au sud.
Le 23 mars 2012, lors du Conseil affaires étrangères de l'UE, les ministres décident de prolonger de deux années supplémentaires, jusqu’en décembre 2014, l’opération Atalante menée par l’UE contre la piraterie dans la Corne de l’Afrique.
Le 21 novembre 2014, lors du Conseil affaires étrangères de l'UE, les ministres décident de prolonger de deux années supplémentaires, jusqu’au 12 décembre 2016, l’opération Atalante.
Le 28 novembre 2016, nouvelle décision de prolongation de l'opération Atalante prise lors du Conseil des affaires étrangères. La prolongation s'étendra jusqu'au 31 décembre 2018. Le Conseil a également affecté à l'opération un budget de 11,064 millions EUR pour couvrir les coûts communs.
Le 30 juillet 2018, L'opération est prolongée jusqu'au 31 décembre 2020. En raison de la décision du Royaume-Uni de se retirer de l'UE, le conseil décide de transférer l'état-major opérationnel de Northwood (Royaume-Uni) à Rota (Espagne), et à Brest (France) pour ce qui est du Centre de sécurité maritime - Corne de l'Afrique (MSCHOA) à compter du 29 mars 2019. À compter de la même date le vice-amiral Antonio Martorell Lacave (marine espagnole) est nouveau commandant d'opération, pour succéder au général de division Charlie Stickland. Le Conseil a également alloué un budget, pour les coûts communs de l'opération, de 11,777 millions d'euros pour la période allant du 1er janvier 2019 au 31 décembre 2020.
En décembre 2020, l'opération est prolongée jusqu'au 31 décembre 2022. Le mandat de l'opération est étendu à des tâches  de lutte contre le trafic d'armes et de stupéfiants, ainsi qu'à la surveillance des activités illégales en mer. « L'opération ATALANTA contribuera ainsi à la mise en œuvre de l'embargo sur les armes imposé par les Nations unies à la Somalie et soutiendra la lutte menée contre Al-Chabab et ses sources de financement ». Le commandant de l'opération est le général de division Antonio Planells Palau.
Le 3 décembre 2021, le Conseil de sécurité des Nations unies étend de trois mois la résolution sur la situation en Somalie (S/RES/2608(2021) qui sert de base à l'opération Atalante, la Somalie considère en effet que le pays est désormais capable de lutter de manière autonome contre la piraterie et ne souhaite donc plus de renouvellement annuel mais trimestriel pour reprendre progressivement ses propres activités.
Profitant des troubles causés par les Houthis, une résurgence de la piraterie est constatée en 2024 dans le golfe d'Aden, provenant de Somalie. La première attaque de pirates somaliens depuis 2017, a lieu en décembre 2023, et des attaques et arraisonnages sont régulièrement déjoués, notamment par la marine indienne et la marine des Seychelles. La mission européenne Atalante déplore entre novembre 2023 et février 2024 vingt incidents de piraterie au large de la Somalie.

## Effets
Depuis 2008, le nombre d'attaques est passé de 168 (dont 43 réussies) à 3 en 2014 (dont aucune réussie). En 2016, une seule attaque a été recensée. Celle-ci a échoué.

## Sources

## Compléments